# 科爾特曼峰
77°29′S 160°23′E / 77.483°S 160.383°E
科爾特曼峰（Koltermann Peak），是南極洲的山峰，位於維多利亞地，處於麥卡利斯特山東部，屬於奧林匹斯山脈的一部分，海拔高度2,166米，現時由南極條約體系管理。